# Vjosë
De Vjosë (bepaalde vorm: Vjosa), ook Aoös (Grieks: Αώος, Aoös) genoemd, is een rivier op het Balkanschiereiland, die ontspringt in het Pindosgebergte en in noordwestelijke richting naar de Adriatische Zee stroomt. De rivier is 272 km lang, waarvan de eerste tachtig km op Grieks en de overige op Albanees grondgebied verlopen. Van het stroomgebied van de rivier, dat 6.706 km² bedraagt, behoort 2.154 km² tot Griekenland: het enige deel van dat land dat afwatert op de Adriatische Zee.
De bron van de rivier bevindt zich bij de berg Mavrovouni ten oosten van Ioannina. Het Griekse traject van de rivier verloopt door een dicht bebost en bergachtig gebied, Zagori, dat voor een groot deel tot het Nationaal park Noord-Pindos behoort, het op een na grootste van Griekenland. Hier bevindt zich in een zijrivier van de Aoös de Vikoskloof, maar nabij Konitsa breekt ook de Aoös zelf door een kloof. Even verder bereikt de rivier Albanees grondgebied.
In Albanië volgt bij Këlcyrë wederom een kloof, de Gryka e Këlcyrës, waarna de Vjosë bij Tepelenë haar voornaamste zijrivier opneemt, de 85 km lange Drino. In haar benedenloop bereikt zij vervolgens de Myzeqevlakte, waar de rivier zich sterk verbreedt. In de oudheid had het laatste gedeelte van de rivier een noordelijker loop: de antieke nederzetting Apollonia lag op een heuvel bij haar oude monding.
De Vjosë is een van de laatste wilde rivieren van Europa. De regering van Albanië wilde echter acht dammen aanleggen voor elektriciteitsopwekking. Natuurorganisaties drongen aan op de status van beschermd landschapspark, en kregen steun van de filmacteur Leonardo di Caprio.
In maart 2023 werd het gebied, inclusief de zijrivieren Drino, Benca en Shushica,  beschermd als Nationaal park Vjosa.
Bistricë · Bunë · Cem · Devoll · Drin · Drino · Erzen · Fan · Gjanicë · Ishëm · Kir · Lanë · Mat · Osum · Seman · Shalë · Shkumbin · Shushicë · Valbonë · Vjosë